# Distrito de Bahçelievler
Bahçelievler es un gran distrito residencial de Estambul, Turquía, situado en la parte europea de la ciudad. Su superficie ocupa el 5% de Estambul y tiene una población de 571.683 habitantes (2008). Se encuentra al norte del distrito de Bakırköy.

## Historia
En Bahçelievler se extrajo la piedra empleada en construir la antigua ciudad de Constantinopla. Antes de la conquista de esta por el Imperio otomano, la zona estaba constituida por tierras de cultivo habitadas por griegos. Tras la fundación de la República en 1923, Bahçelievler se empezó a formar a partir de asentamientos construidos en las vías que partían del centro de la provincia hacia Europa, primero la Londra Asfalt y posteriormente la E5, carretera construida en los años 1960. Se construyeron fábricas en las carreteras y, posteriormente, a éstas les siguieron edificios residenciales. La población de Bahçelievler pasó de 8.500 en 1960 a 100.000 en 1975; en la actualidad, más de medio millón de personas comparten una superficie de 16,7 km². 
En los años 1970, parte del distrito se construyó de acuerdo con un plan urbanístico y, hasta la década siguiente, Bahçelievler se caracterizaba por casas con jardines. Sin embargo, durante el rápido crecimiento del país de los años 1980 y 1990, la mayoría de estas casas fueron derribadas, vendidas a promotores inmobiliarios y sustituidas por bloques de pisos con muchas menos zonas verdes. En la actualidad, los jardines se limitan casi exclusivamente al centro del distrito.

## Bahçelievler en la actualidad
Algunos barrios de Bahçelievler, como Bahçelievler, Basın Sitesi y Yayla, cuentan con avenidas arboladas, edificios bonitos y pequeños parques, grandes centros comerciales, cines y cafeterías. El tráfico en estas zonas suele ser denso a pesar de la construcción en 2006 de nuevas carreteras, puentes y pasos subterráneos.
Los barrios de las afueras, como Yenibosna o Soğanlı, cuentan con fábricas, tiendas y pequeños negocios (incluidos muchos mayoristas del sector textil), todo ello intercalado con zonas residenciales densamente pobladas (edificios de entre 6 y 8 plantas formando largas filas de bloques) y amplias avenidas.
Bahçelievler cuenta con facultades de cuatro universidades, numerosos colegios públicos y privados, y hospitales.

## Transporte
A Bahçelievler se puede acceder en autobús, minibús, dolmuş (taxi compartido) o coche, principalmente por la autopista E5, y en tren.

## Demografía
| Año       | 1935 | 1940 | 1945 | 1950 | 1955  | 1960  | 1965   | 1970   | 1975    | 1980    | 1985    | 1990    | 1997    | 2000    | 2008    |
| Población | 523  | 542  | 601  | 812  | 1.322 | 8.509 | 20.881 | 49.320 | 102.533 | 160.733 | 237.691 | 322.234 | 442.877 | 464.903 | 571.711 |
| --------- | ---- | ---- | ---- | ---- | ----- | ----- | ------ | ------ | ------- | ------- | ------- | ------- | ------- | ------- | ------- |